# Saisonnier

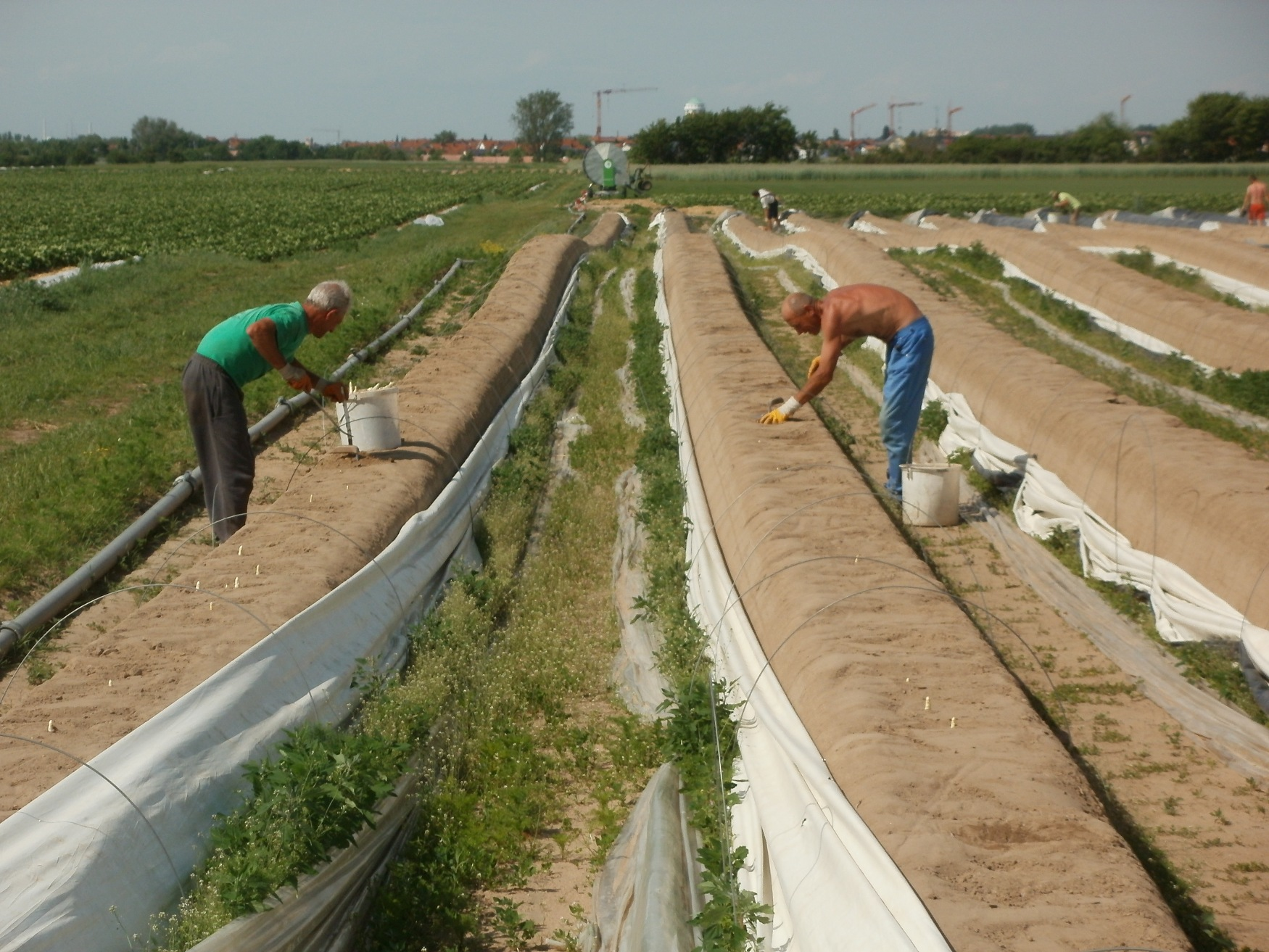
Récolte d'asperges près de Hockenheim (Allemagne)

Un saisonnier est un travailleur dont la durée de travail est restreinte à une saison de l'année.

## Caractéristiques
On rencontre des travailleurs saisonniers notamment dans le monde agricole, où ils sont généralement employés pendant les récoltes et les vendanges, mais aussi dans l'industrie touristique, où ils servent à faire face à l'afflux de clients dans la restauration ou l'hôtellerie pendant les périodes les plus attractives.

## Spécificités par pays

### France
Le secteur du tourisme est, en France, une source essentielle de richesses et génère chaque année plus de 145 milliards d’euros. Or dans ce secteur le travail saisonnier est souvent synonyme d’atteintes au droit du travail, de précarité et de conditions de vie dégradées.
En 2018 en France, l'Union des métiers et des industries de l'hôtellerie (Umih) alerte sur la pénurie de main d’œuvre des emplois saisonniers. Selon eux 50000 offres n'auraient pas trouvé preneurs.

### Canada
Au Canada, de nombreux travailleurs saisonniers mexicains viennent séjourner dans les secteurs agricoles locaux, où ils rencontrent des difficultés pour leur rémunération, ce qui les conduit à une forme de syndicalisation. En France et en Espagne, la précarité des saisonniers dans l'agriculture intensive est renforcée par le fait que la plupart d'entre eux, Africains et Européens de l'est, sont sans papiers ou dans la semi-légalité. En Italie du Sud, la mafia a pris le contrôle de cette main-d'œuvre qui risque la mort en cas de résistance ou de fuite. Dans les cas les plus extrêmes, ces saisonniers se retrouvent dans un état proche du servage ou de l'esclavage.

### Suisse
En Suisse, les travailleurs saisonniers étrangers sont soumis à un statut spécial de 1931 à 2002, qui leur permet de résider dans le pays pendant neuf mois par an au plus, sans leur famille. Principalement italiens jusque dans les années 1970, les saisonniers travaillent surtout dans la construction mais aussi dans l'hôtellerie et l'agriculture. Une initiative populaire est lancée en 1974 pour notamment supprimer le statut de saisonnier, mais elle est largement rejetée dans les urnes en 1981 (par 83,8 % des voix). Le statut de saisonnier est finalement aboli à l'entrée en vigueur des accords bilatéraux de 2002 conclus avec l'Union européenne,.